# Lijst van muurschilderingen in Arnhem
Dit is een (onvolledige) chronologische lijst van muurschilderingen in Arnhem. Hieronder vallen niet de driedimensionale objecten uit de lijst van beelden in Arnhem noch de gedichten en literaire bakens uit de lijst van muurgedichten in Arnhem.
Deze lijst is opgebouwd uit eerst de muurschilderingen met een bekende achtergrond, gevolgd door een selectie van diverse graffiti en andere straatkunst.

## Muurschilderingen
| Geplaatst     | Omschrijving                                                          | Kunstenaar                                       | Straat                                           | Afbeelding |
| ------------- | --------------------------------------------------------------------- | ------------------------------------------------ | ------------------------------------------------ | ---------- |
| 1968          | Inscriptie Commanderie van St. Jan                                    | Marius van Beek                                  | Janslangstraat                                   |            |
| 1985          | Beschilderde Pilaren                                                  |                                                  | Looierstraat 2                                   |            |
| 1988          | Muurschildering                                                       | Ad Gerritsen                                     | VrijNederlandstraat/Maaslaan                     |            |
| 1988          | Muurschildering                                                       | Geert Jan van Oostende                           | Scheldestraat/Maaslaan                           |            |
| 1988–2010     | zonder titel                                                          | Karlijne Pietersma                               | Agnietenstraat                                   |            |
| 1988–2019     | zonder titel                                                          | Karlijne Pietersma                               | Sint Janskerkstraat                              |            |
| 1990          | Zuilengalerij plafondschildering                                      | Marten Hendriks                                  | Bovenbeekstraat t.h.v. nr 11                     |            |
| jaren 90      | zonder titel                                                          | Els van der Kooi (Ma Prem Els)                   | Noord-Peterstraat/Oost-Peterstraat               |            |
| jaren 90      | Cafe De Velper                                                        | Chris Biddle                                     | Oude Velperweg 40                                |            |
| 1991          | zonder titel                                                          | Els van der Kooi (Ma Prem Els)                   | Klarendalseweg/Oost-Peterstraat                  |            |
| 1993          | Plafondschilderingen wachthuisjes                                     | Christianne Assman                               | viaduct Apeldoornseweg/Cattepoelseweg            |            |
| 1995          | zonder titel                                                          | Tom van der Noordt                               | Parkstraat, Watertuin                            |            |
| 2008          | Mijn vader kweekt bloemkolen                                          | Marcel Alberts                                   | Het Nieuwe Land 14                               |            |
| 2011          | Boekenkast                                                            | Arno Arts                                        | Dovenetellaan, Meldestraat, appartementencomplex |            |
| 2011          | Gevelschildering ondernemers                                          | Hanneke van de Pol                               | Klarendalseweg 431                               |            |
| 2012          | Kleuren- en decoratieplan                                             | Kim van Savooyen                                 | Schrassertstraat                                 |            |
| 2012          | Tuinverhalen                                                          | Linda van Sommeren en Petra de Vries             | Tuinstraat 108                                   |            |
| 2014          | Zonder titel                                                          | Martijn van Beek                                 | Kronenburgbusbaan/Schepen van Voorsthof          |            |
| 2015          | Arnhemse gebouwen                                                     | Wouter van de Bosch                              | Van Muijlwijkstraat 66a                          |            |
| 2016          | Zonder titel                                                          | Sivanski en Andre HZS                            | Jan Dommeringpad                                 |            |
| 2017          | Stay focused                                                          | Pedro Dentinho (Esone) en Tom Linnenbank (Dopie) | Coehoornstraat 8                                 |            |
| 2018          | Drie Gasthuizen Groep                                                 | Verfbrigade                                      | parkeergarage Tuinpoort                          |            |
| 2018          | Arnhem                                                                | Pedro Dentinho (Esone)                           | Nieuwe Kade 1                                    |            |
| 2018          | Streetart (vos en haas)                                               | Tom Linnenbank (Dopie)                           | Vijfzinnenstraat 23                              |            |
| 2019          | Pigs                                                                  | Tom Linnenbank (Dopie)                           | Varkensstraat 13                                 |            |
| oktober 2019  | Pink Marbled COC                                                      | Gijs Frieling                                    | Sint Catharinaplaats 10                          |            |
| 2019          | Muurschilderingen                                                     | Rouse 2 Action                                   | Tuinstraat 1                                     |            |
| 2020          | Muurschilderingen                                                     | SEM en J. Steegh                                 | Tuinstraat 1                                     |            |
| 2020          | Schildering met gedicht 'Zacht' van Toon Hermans                      | Gerhard Meenks van den Broek                     | Johan de Wittlaan 98                             |            |
| 2020          | Vrijheid                                                              | Tom Linnenbank (Dopie)                           | Kronenburgbusbaan                                |            |
| 2021          | Greetings from Paradise                                               | Strapats + Erker                                 | 1e Wijkstraat 8                                  |            |
| oktober 2020  | 3D streetart/Spartelbad                                               | Rianne te Kaat en Maureen Kolhoff                | Hanzestraat                                      |            |
| maart 2021    | 'Wilma met kat' (Carel Willink, 1940)                                 | De Strakke Hand                                  | Utrechtsestraat                                  |            |
| april 2021    | 'Stilleven met cello' (Raoul Hynckes, 1924)                           | De Strakke Hand                                  | Voetiuslaan 41-47                                |            |
| juli 2021     | 'Zelfportret' (Henk Mual, 1957)                                       | De Strakke Hand                                  | Lobeliastraat/Huissensestraat                    |            |
| augustus 2022 | 'Stilleven met bloemen en vruchten' (Charley Toorop, 1928)            | De Strakke Hand                                  | Looierstraat                                     |            |
| 2022          | Schildering op elektriciteitskastje                                   | Jelmer den Adel                                  | Broerenstraat                                    |            |
| 2022          | Schildering op KPN-kastje                                             | Petra Bouwens                                    | Sloetstraat                                      |            |
| 2023          | Schildering 'Bloemen en dieren'                                       | Krista Burger en Kenneth Letsoin                 | Graaf Ottoplein                                  |            |
| 2023          | 'Bloemenzee'                                                          | Dorien Spangenberg                               | Kluizeweg/Oremusplein                            |            |
| 2023          | Visitekaartje Parkstraatgemeente ('Vis als geheim teken voor Jezus')  | Ilse Schoneveld                                  | Kastanjelaan                                     |            |
| 2023          | 'Arnhem gezien vanuit het westen' (Abraham Johannes Couwenberg, 1840) | De Strakke Hand                                  | onder de Nelson Mandelabrug                      |            |
| 2024          | Station Arnhem Zuid                                                   | Fernando Leon                                    | Metamorfosenallee                                |            |

## Graffiti en overige straatkunst

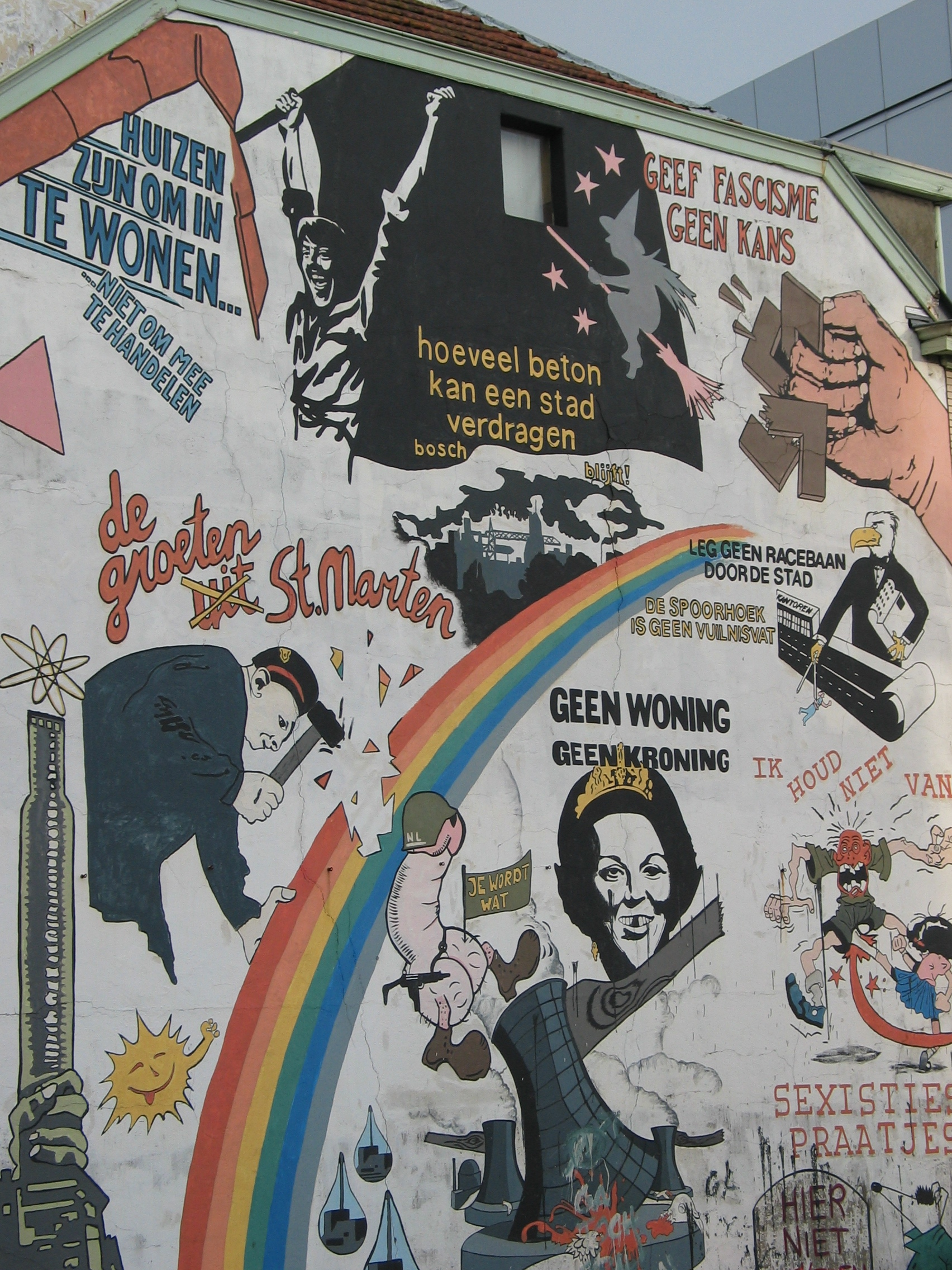
Muur van Hotel Bosch anno 2006
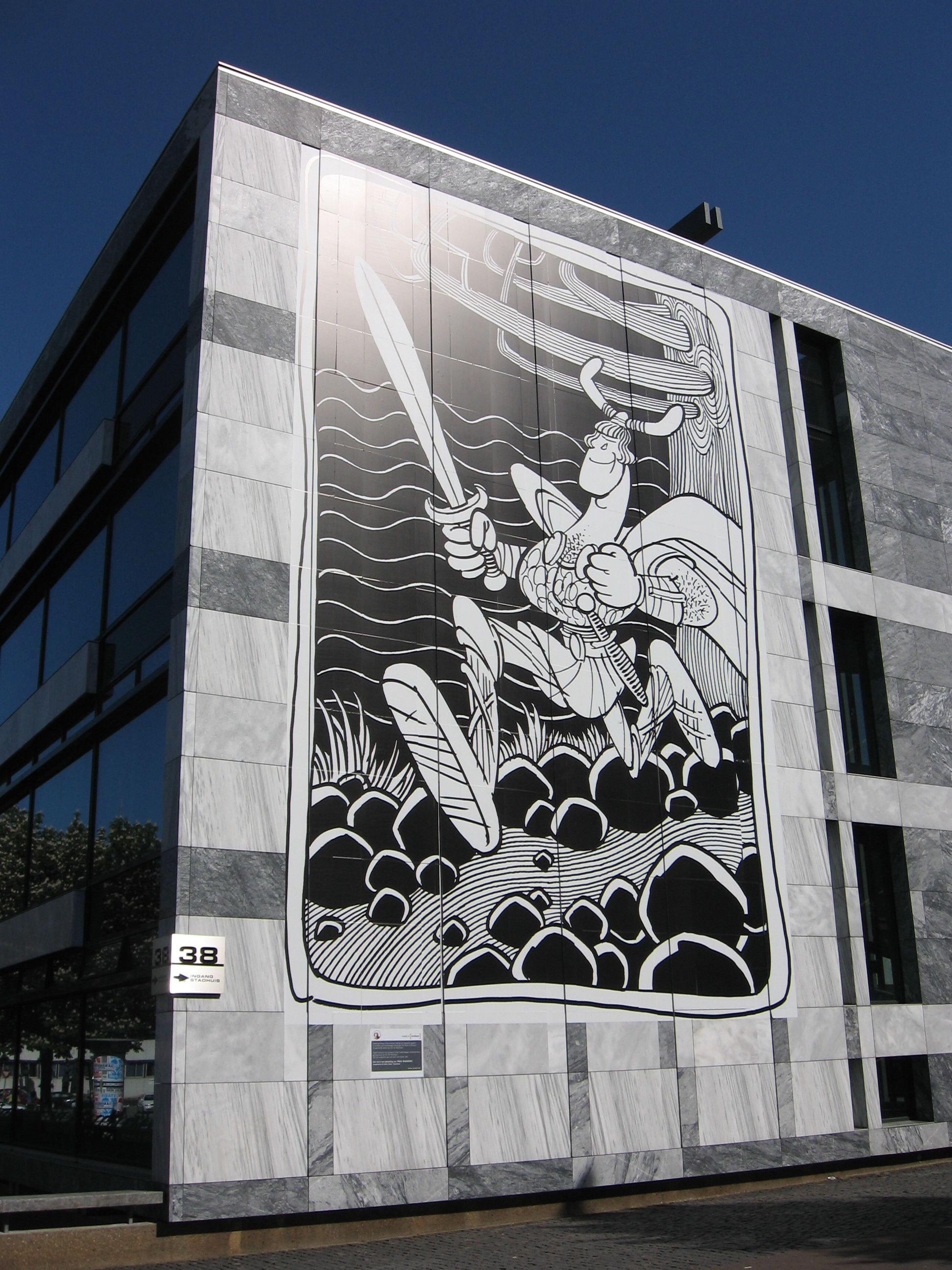
Erik de Noorman, mei 2007
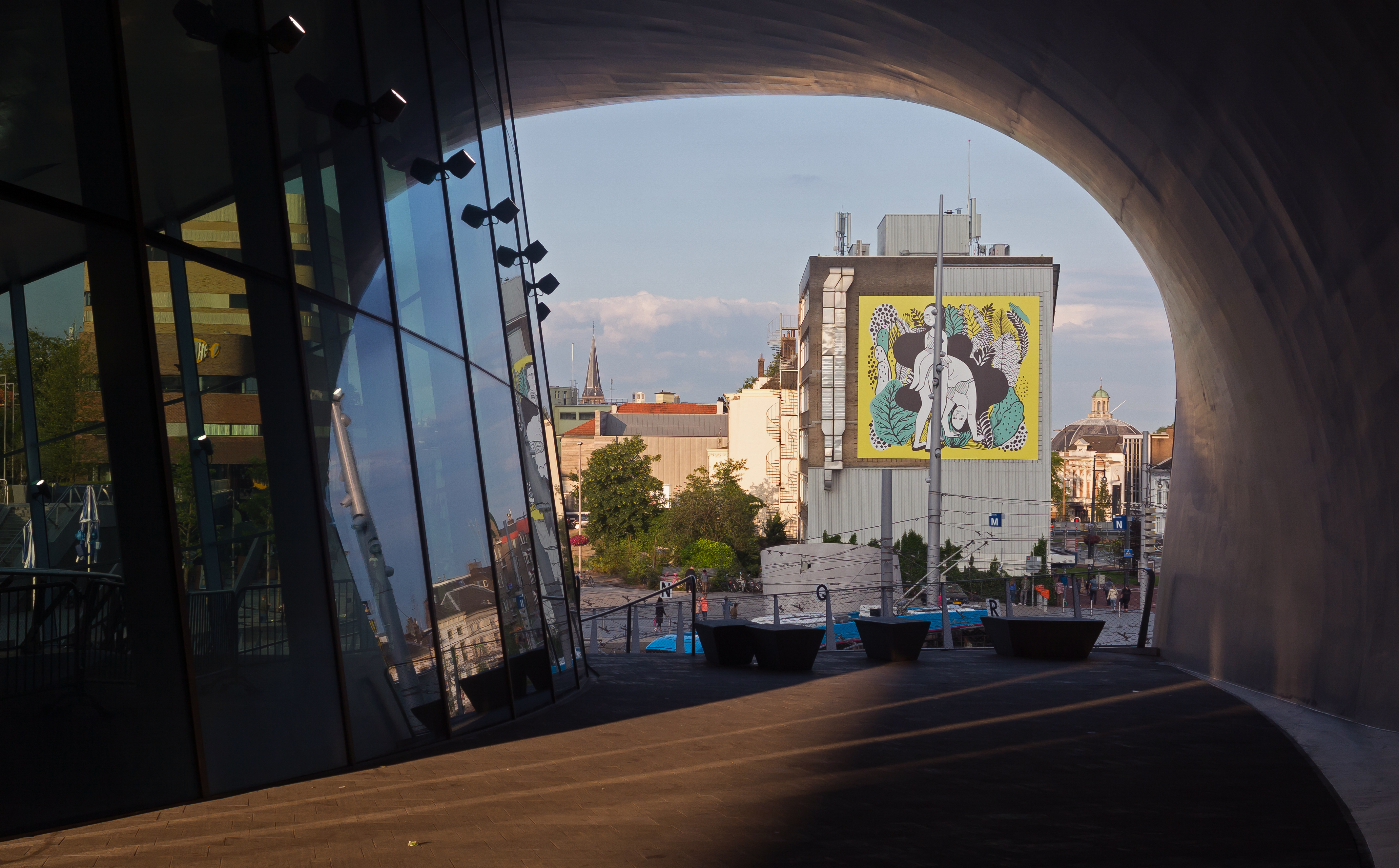
Tekening bij Stationsplein anno 2016
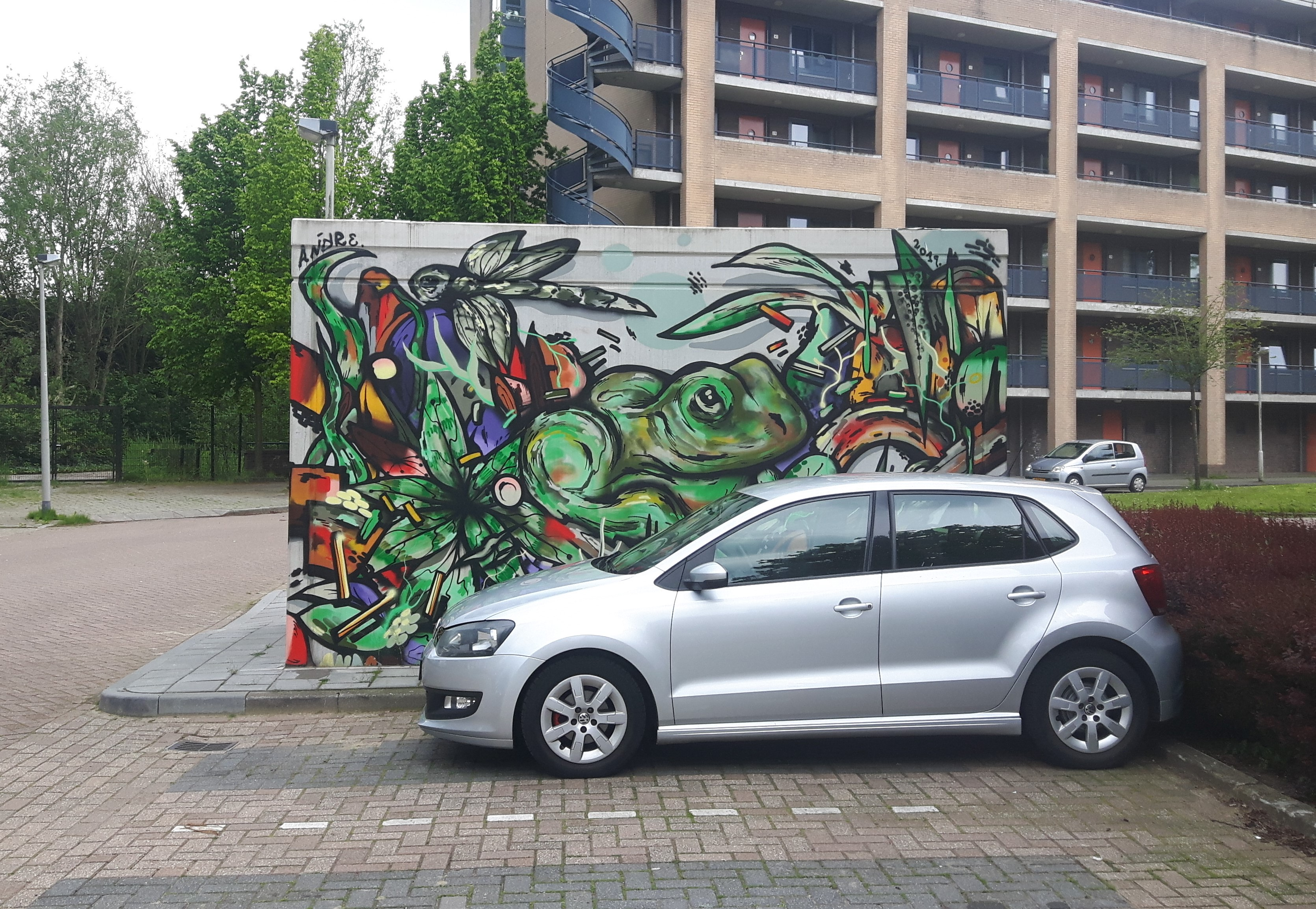
Graffiti bij Le Mairehof anno 2021
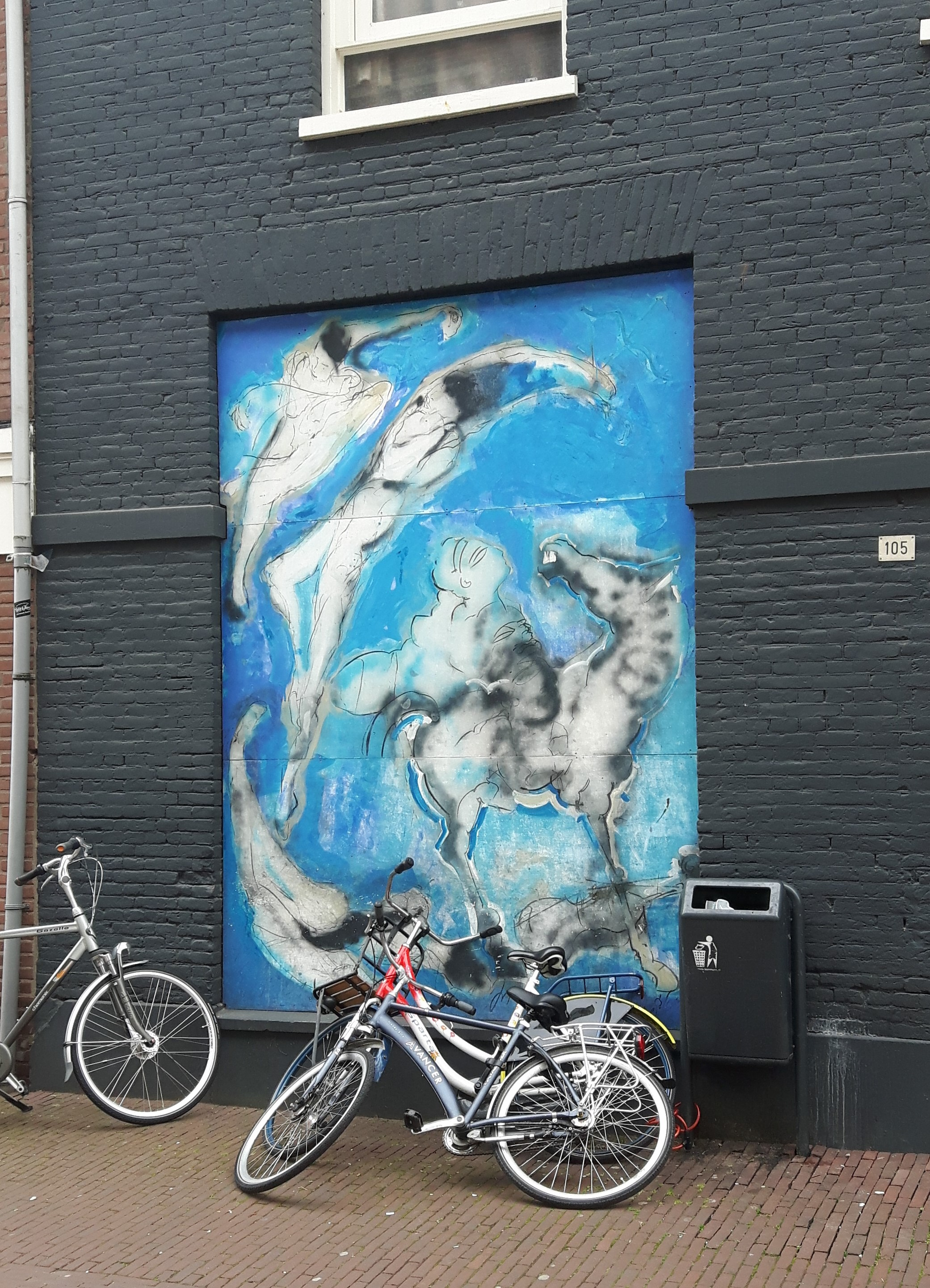
Muurschildering in Beekstraat anno 2021
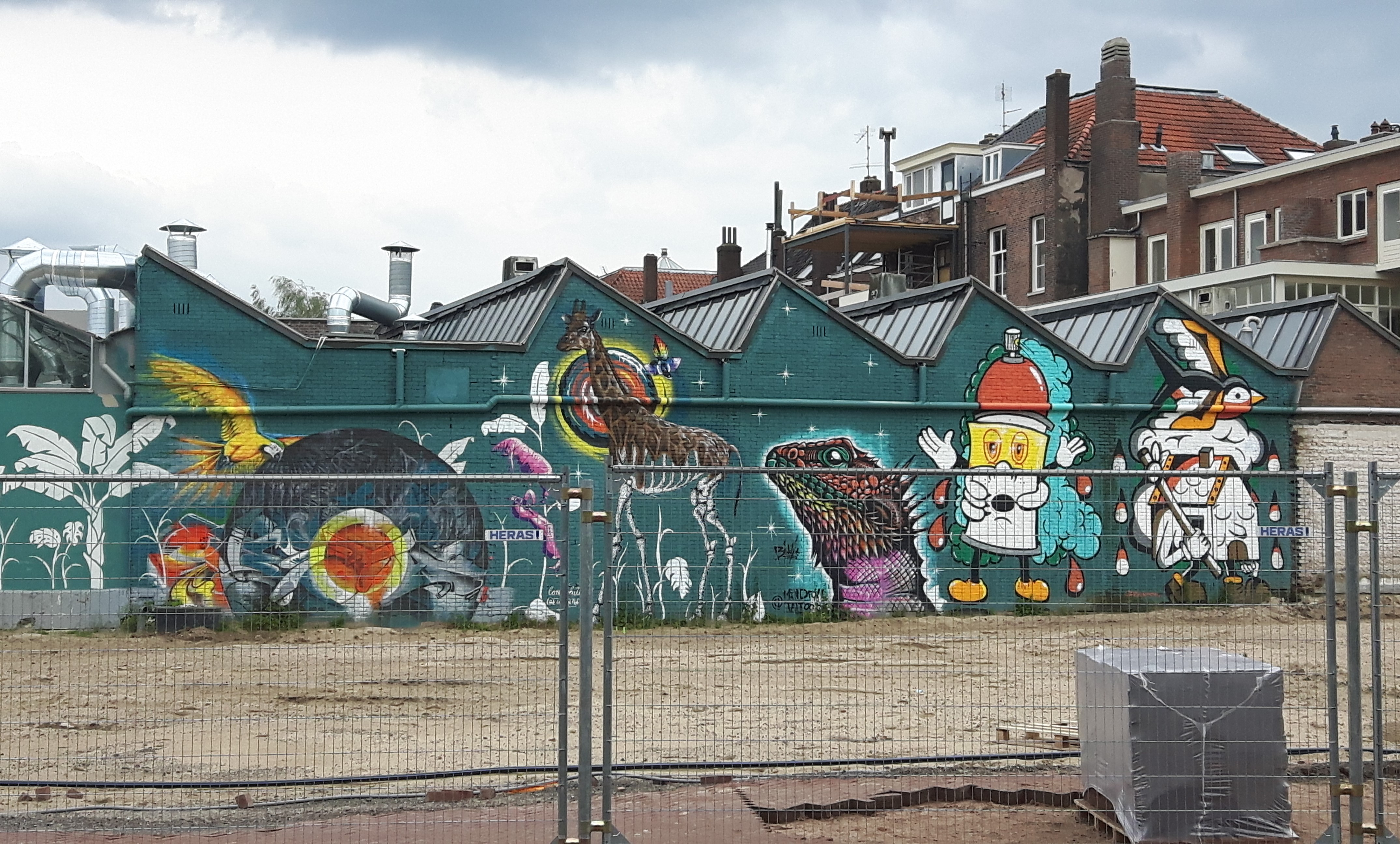
Muurschildering zijkant Foodhall in de Nieuwstraat anno 2021
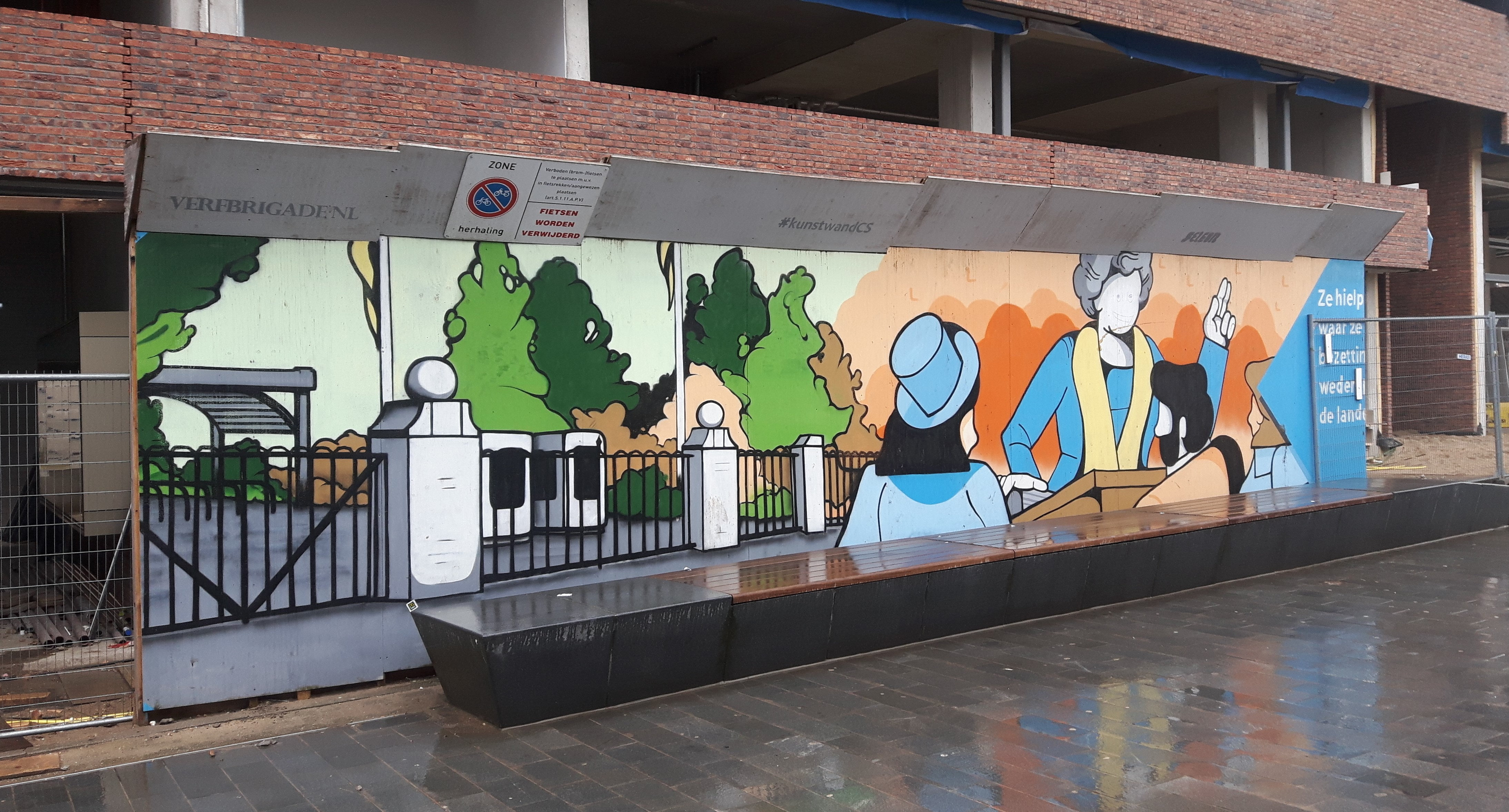
Kunstwand CS door Verfbridge anno 2021
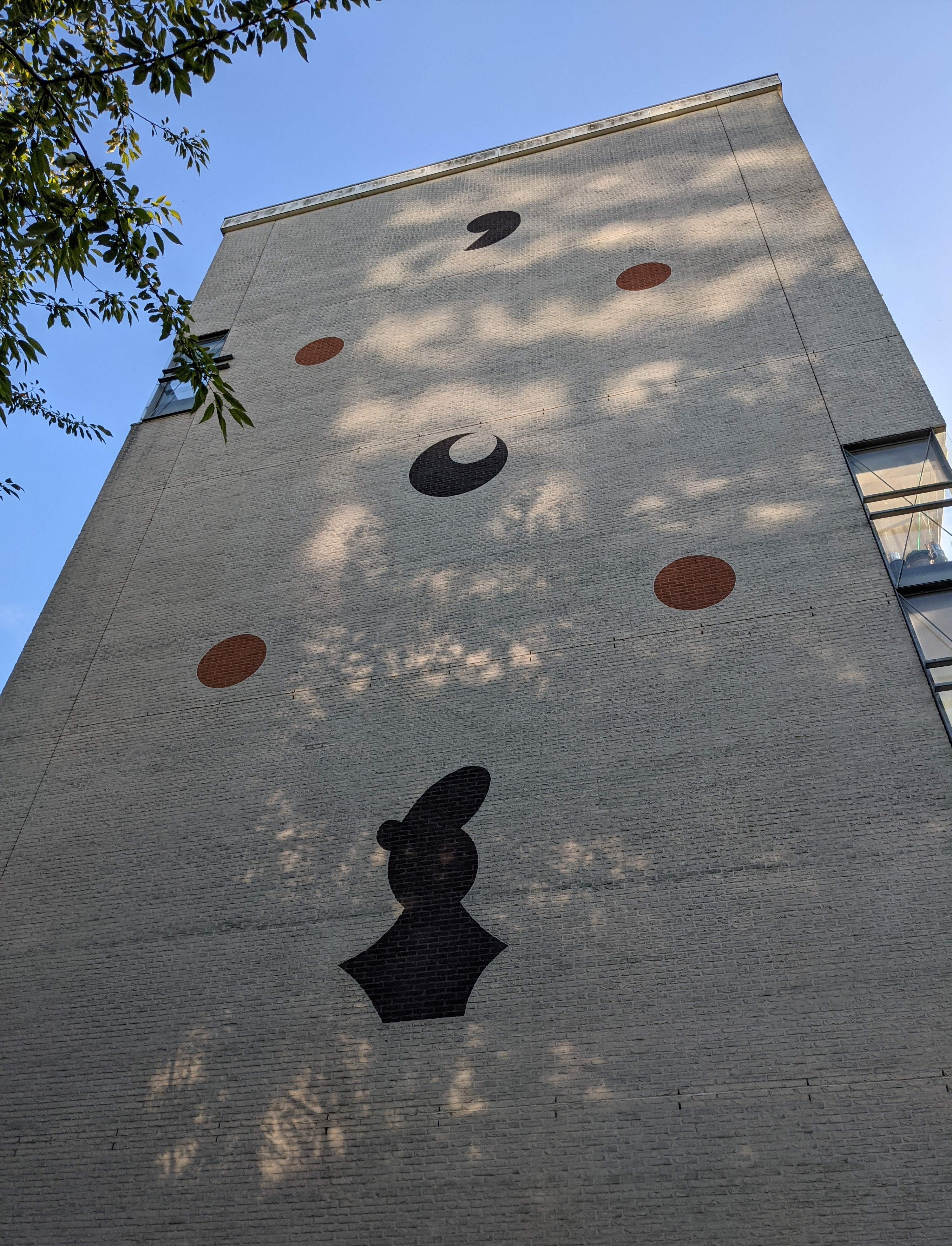
Muurschildering flat Kleefseplein 241-455